# Myiopharus punctilucis
Myiopharus punctilucis là một loài ruồi trong họ Tachinidae.